# 마이코네 행복한 밥상
『마이코네 행복한 밥상』(일본어: 舞妓さんちのまかないさん まいこさんちのまかないさん[*])은 코야마 아이코가 쓴 일본의 만화이다. 주간 소년 선데이 (쇼가쿠칸)에 2017년 5ㆍ6월 통합호를 시작으로 연재 중이다. 제 65회 (2019년도) 쇼가쿠칸 만화상 소년 대상 부문 수상작품이다. 2022년 1월 기준, 누계 발행부수가 200만 부를 돌파했다.
교토의 야카타 (마이코 오키야)에서 주방 일을 하는 소녀 "키요"를 주인공으로, 카가이에서 공동생활을 하는 마이코들의 일상을 식생활을 중심으로 그리고 있는 이야기이다. 각 회에서는 키요가 만든 식사는 큰 글씨로 요리명을 곁들여 그려지는 경우가 많다.
240화부터, 후의 이치(市)의 어머님이 야카타에 시코미로 들어간 이후를 회상하는 과거편이 진행중이다.

## 등장인물
목소리는 TV애니메이션판 성우, 연기는 드라마판 배우이다.

### 소꿉친구 트리오 (메인 캐릭터)
노즈키 키요 (野月 キヨ)
목소리 - 하나자와 카나 / 연기 - 모리 나나
이야기 시작 시점에서 16세 주인공. 원래는 마이코가 되기 위해 아오모리현에서 교토의 야카타 "이치(市)"에 온 소녀. 그러나 너무 마이페이스의 성격이 탈이 되어, 시코미 (마이코 후보)로서 재능이 없었기 때문에, 일찌감치 "오토메(お止め)"의 신세가 되어서, 고향으로 돌아가게 될뻔 했는데, 전임의 주방 일을 하는 아줌마가 허리를 다쳐 일을 할 수 없게 되었기 때문에, "마카나이상(식모)"로 남게 되었다.
키 150cm가 채 안되는 작은 체구에다가 동안이라, 실제 나이보다 한참 어려보여 중학생으로 오인받는 일도 잦다. 가출소녀로 오인돼 파출소 순경의 안내를 받기도 했다.
어릴 때부터 고향의 할머니에게 집안일 전반을 배운데다가, 시코미 시절에는 주방에 틀어박혀 아줌마를 계속 도와 온 것으로 보아, 요리 솜씨가 뛰어나고, 특히 가정식에 재주가 있다. 그래서 때로는 "동반 식사(ごはんたべ)"의 기회도 있는 마이코들에게는 "가장 필요로 하는 요리"를 만들 수 있는 요리사이기도 하다.
요리 이외의 집안일 전반도 잘하며, 시코미 경험도 있기 때문에, 때로는 시키지 않아도 시코미의 일 (야카타 청소나 마이코들의 소품 정리나 세탁)을 대신하기도 한다.
헤라이 스미레(戸来 すみれ) / 모모하나(百はな)
목소리 - M・A・O / 연기 - 데구치 나츠키
키요와 함께 야카타 "이치(市)"에 온 소꿉친구로, 키요에게는 "스짱"이라 불린다. 주위에서는 "100년에 한명 나올까말까한 마이코", "완전히 자신을 엄하게 할 수 있는 아이"라는 평을 듣는다. "모모하나(百はな)"라는 이름으로 마이코로서 미세다시 (마이코로서 데뷔하고 일을 계속해 나가겠다라는 것)했다. 평가대로의 노력가이기는 하지만, 그만큼 마이코로서의 일이 바빠짐에 따라 그 외(일상생활과 일반상식)에 관해서는 소홀해지는 경향이 뚜렷해지고 있다. 키요의 존재가 그것을 만류하고 균형을 유정시키고 있는 부분이 있고, 스미레 자신도 그것을 자각하고 있어 키요를 자신에게 있어서 둘도 없는 존재로 생각하고 있다. 카라아게를 좋아한다. 233화에서 어머님의 허락을 받아 마게카에를 했다. (마게카에에 대해서는 츠루코마 항목 참조)
나카노와타리 켄타(中渡 健太)
목소리 - 타카야마 미나미
키요와 스미레의 소꿉친구 소년. 두 사람과는 달리 이야기 초반에는 고향 아오모리에 진학반으로 남아있다. 얼굴은 부드럽지만 표정이 부족하고, 어딘가 고지식하고 무골적인 인상을 주기 쉬운 인물.
대가족의 아이로, 봉쿠레(盆暮れ)가 되면 집은 형제나 바로 위의 누나의 고향 방문으로 난리가 나기 때문에, 그 무렵에는 노즈키가에 있는 경우가 많다. 이런 가정환경에서 자라서 그런지 여러 가지 세세한 것은 신경쓰지 않는 털털한 성격임을 가끔 언급해 부분적으로 볼 수 있다. 키요와 스미레가 고향으로 돌아올 때나, 회상 씬 등에서 등장한다. 키요와 스미레가 교토에 간 후에는 혼자 남겨진 노즈키가의 할머니의 모습을 틈틈히 보러 가서, 남자 손이 필요한 집안일 (눈치우기) 등을 돕고 있다.
아오모리의 고등학교 (통칭 히가시 고등학교)에 다니고 있으며, 야구부 소속. 동아리 활동에서는 에이스 넘버 (등번호 1)를 짊어지고 지역에서 주목받는 기예 투수로서 지역 신문에 이름과 사진이 실릴 정도의 활약을 보이고 있다. 히가시 고등학교의 수학여행으로 교토에 왔을 때에는, 타고난 대략적인 기질로부터 "교토에 올 수 있으면 어떻게든 되겠지"라고 생각하고 약속을 잡지 않고 키요와 스미레를 만나려고 하고, 이리저리 엇갈린 끝에 카가이를 헤멘 끝에 스미레 (모모하나)를 만났지만, 항상 현지에서 하던 버릇대로 본명을 부르는 바람에 모모하나를 동요하게 하고, 꾸중을 듣게 되었다. 후에, 스미레의 진력으로 키요와도 만났고, 그 때 셋이서 다음 여름에는 고시엔에서 만날 것을 약속한다. 그러나, 히가시 고등학교는 여름 지구대회에서 패했기 때문에, 이 약속을 지키지 못했다.
나중에 히가시 고등학교의 이 패배는 켄타 자신이 마운드에 서지 못하고 불가피하게 긴급 등판한 대기 투수에 의해 던져진 것에 따른 것으로 밝혀졌다. 그 근본 원인은 켄타가 연습 중에 일어난 투구의 혹사에 의한 부상. 장기간에 걸친 야구 생활 속에서 쌓인 피로의 축적시킨 데다, 본인은 물론 지도자들도 이를 간파하지 않고 지역의 주목을 받은 것도 도와 켄타의 혹사를 계속해 결과적으로 한계를 넘겼기 때문인 것으로 여겨진다. 결국, 이 부상을 원인으로 켄타는 다시는 마운드에 설 수 없게 되고 말았다.
부상 후에는 요양과 재활의 기간을 거친 후, 야구를 할 수 없게 되었다(학교나 지역이 자신에게 기대했던 역할을 할 수 없게 되었다)는 이유로 고등학교를 중퇴하고 스미레와 키요의 뒤를 따라 교토로 올라왔다. 상점가에 예로부터 있는 동네 양식당에 취직하여 주방장 견습생이 되어 설거지 등의 잡일을 담당하게 된다. 뒤늦게나마 스미레와 키요와 같은 거리 하늘 아래 서로의 존재를 격려하며 조금씩 성장해 간다.

### 야카타 "이치(市)"
애니메이션에서는 야카타 이름이 "마츠(松)"로 되어있다.
이치의 어머님(市のおかあさん) / 히로세 아즈사(広瀬あずさ)
목소리 - 카타카이 카오루 / 연기 - 토키와 타카코
"이치(市)"의 여주인으로, 가게의 마이코나 마이코 후보들로부터 "어머님"이라 공경받고 있다. 카가이의 "어머님"으로서는 가장 젊고 (2화 "아직 30살 전"이라는 대사가 있음), 다른 가게의 여주인과의 교제에는 다소 고생하고 있다. 또, 마이코 한 사람이 그만 두었을 대, 느긋하게 보내면서도 쓸쓸한 속내를 오토코시 오라버니에게 털어놓기도 했다.
과거편에서 본명이 히로세 아즈사이고 카나가와현 출신의 예명 치카코(千佳子)로서 모모코 (유우코)와 동기인 마이코였던 것이 밝혀졌다.
드라마판에서는 "아즈사"라는 이름으로, 고등학생의 딸 "료코"가 있다는 설정
선대 이치의 어머님 (先代の市のおかあさん)
과거편에서 등장. 아즈사가 시코미로서 이치에 들어간 당시의 여주인. 동시에 모모코(유우코)가 이치의 나이무스메 (야카타의 딸)이었던 것도 밝혀졌다.
이치를 대대로 이어오다, 치카코와 모모코의 독립 후, 큰 병으로 입원하였고, 모모코가 여주인으로 적합하지 않아 자신의 대에서 야카타를 접는 것도 어쩔 수 없다고 각오하고 있다.
츠루코마(つる駒)
목소리 - 마츠다 사츠미
"이치(市)" 안에서는 중견급 선배 마이코. 오프날에는 안경을 쓰고 있어 "언니" (선배 마이코) 중에서는 출연이 많다. 가나가와현 요코하마시 출신. 물방울 무늬를 선호하며, 야카타에서 오프인 날에는 항상 물방울 무늬 잠옷을 입닌다.
마이코로서의 일은 싹싹하게 해내는 반면, 야카타에서의 사생활은 게으르다. 그래서 "동생"인 리코에게서는 "언니"임에도 가볍게 여겨지며, 때로는 사소한 일로 설전을 벌인다. 그러나 그래도 리코의 일을 "언니"로서 걱정하고, 미움받을 것을 두려워하지 않고, 쓴소리도 하는 "동생"에 대해서는 정이 많은 "언니"이다.
93화부터 어머님의 허락을 받아 마게카에를 했고, 마이코 때의 머리 모양이 와레시노부에서 오후쿠로 바뀌었다 (연상 마이코로서 인정받아, 게이코 등의 상급직을 지향하는 것이 허용됨을 의미한다).
리코(理子) / 코마에미(駒えみ)
54화부터 등장. 키요나 스미레의 다음 세대의 "동생"으로서 "이치(市)"에 들어온 시코미. 217화에서 "코마에미"라는 이름으로 마이코로 미세다시를 하였다. 농구 경험자로 키가 크고 (165cm), 작지막 말이 거칠다. 기본적으로 솔직하고 정직한 아이지만, 너무 솔직해서 감정이 금방 드러나는 타입이라 한번쯤은 오토코시 오라버니로부터 그 일에 대해 쓴소리를 들었다. 모모하나에 대해서는 짐드는 아이를 맡아 그 태도를 가까이서 보고 있어 멋있다고 평가해 존경심을 빼놓을 수 없지만, 츠루코마에 대해서는 애초에 "안경 선배 언니"라는 별명으로 부르고 있어, 그녀의 평소의 게으른 생활상을 보고 있어 존경심이 희박하다.

### 교토 사람들
모모코(百子) / 유우코(夕子)
목소리 - 우에다 레이나 / 연기 - 하시모토 아이
연초에 표창을 받을 정도로 잘나가는 게이샤. 원작이 시작된 시점에 게이샤로 독립하여 마이코와 달리 자신의 맨션에서 살고 있다. 모모하나의 의언니 (의자매)가 되었다. 시각이 달관하고 표표한 인물이지만, 오자시키에서의 체력을 위해 풀 마라톤을 뛰는 등, 모모하나에게 통하는 노력가이다.
자신과 (성격적으로) 닮은 모모하나를 매우 귀여워하고 있으며, 그녀의 하나메이시(花名刺)의 남은 숫자를 신경 써서 대신 주문하거나, 자신의 "동반 식사"에 데리고 간다거나, 혹은 자신의 스마트폰에 "동생 이것" (이모코레. 동생 컬렉션) 폴더를 만들어 모모하나의 사진을 수집하는 등, 예사롭지 않게 귀여워하지만, 스스로 집을 비울 때 방을 봐달라고 하거나, 말썽을 부렸을 때 모모하나를 뛰게하는 등 정말 "천연보케 언니와 똑 부러지는 동생" 같은 관계성을 보일 때가 있다. 한편 모모하나가 자신 이외에 마음의 버팀목이 되는 사람 (키요와 켄타)을 가지고 있는 것에 대해서는 복잡한 생각도 내비치는 경우가 있고, 때로는 두 사람의 인품을 분별하는 행동을 취하는 경우가 있다.
과거편에서 선대 "이치(市)"의 어머님인 나이무스메 (야카타의 딸) 유우코이며, 마이코가 되기 전부터 이치의 어머님 (아즈사)과는 동기라고 밝혀졌다. 그러나 현재는 친정인 이치에 인사 등으로 방문하는 일을 일절하지 않고, 들르지 않게 되어 주위에서는 수상하게 생각하고 있다. 시코미 시절부터 마이페이스 성격으로 주위에서는 붕 떠있었지만, 자신과는 대조적인 아즈사와는 묘하게 말이 맞는 사이였다.
주방 이모님(台所のおばちゃん)
목소리 - 카토 마유미
키요의 전임이자, 야카타에서 내는 요리사라고 할 수 있는 사람. 시코미 시절 주방에 틀어박혀 있던 키요에게는 좋은 말동무였다. 몸을 움직이지 않을 때에는 키요에게 마무리를 맡기는 등, 이모님도 키요를 조수 (키요 자신이 원했기 때문에)로 대하기도 했다. 키요가 오토메(お止め)가 된 것을 전후로 해서 허리를 다쳐, 주방 일을 은퇴하게 되었다. 때로는 키요가 레시피나 조리법이 곤란할 때에는 전화로 조언을 받거나, 야카타에서 만들 수 없는 요리를 할 때에는 집 주방을 빌려주는 등, 후임인 키요를 흔쾌히 도와준다.
이모님이 허리를 다쳐 입원했을 때에는 야카타 "이치"의 식사가 불가능해졌고, 처음에는 편의점 도시락이나 밥먹으려 식사를 준비하던 야카타의 마이코들도 서서히 외식에 대해 식상해지며, 음식이 목구멍을 지나지 못하고 수척해져버렸다. 또한, 자취를 시도한 마이코들도 있었는데, 기예 한길만 해온 것이 반대로 재앙이 되어, 요리의 마음가짐을 갖지 못했기 때문에 주방에서 작은 화재가 일어날 뻔했다. 이를 보다못한 키요가 이모님 대신 주방에 선 것이 그녀가 주방 일로서 이모님의 후임이 된 사연이다.
과거편에서 아즈사가 "이치"에 시코미로써 들어왔을 때에도 이미 주방 일을 하고 있었다.
오토코시 오라버니(男衆のお兄さん)
목소리 - 코야마 리키야
야카타 "이치(市)"에 출입하고 있는 오토코시 중 한 사람. 오토코시로서 대는 아들에게 물려주고 반은거 신세지만, 연초 바쁜 시기에는 옷을 입혀주러 도와주러 달려가기도 한다. 또, 이치의 어머님을 비롯하여 아직 경험이 부족한 이치의 사람들을 걱정하여 가끔 상황을 보러 와주기도 하고, 이치의 어머님의 고민을 듣고 격려하기도 하였다. 키요의 시코미 시절에는 옷을 입혀줄 때, 그녀의 솜씨가 좋지 않아 고민하고 있었기 때문에, 키요가 주방 담당으로 이치의 부엌을 훌륭하게 지탱하고 있는 것에 놀란다
켄타의 선배
켄타가 교토로 올라온 후, 취직한 양식점에서 함께 일하게 된 선배. 직속 선배로서, 켄타에게 엄격하게 대하고 무작정 선배 티를 내는 일이 많지만, 한편으로는 돌보는 일도 나름대로 좋다. 미인이라면 말을 걸고 싶어하거나 알고 싶어하지만, 사실 여자친구가 있다.

### 아오모리 사람들
키요의 할머니
목소리 - 타카야 토모코
노즈키가의 할머니. 키요와 스미레가 고향에 돌아올 때나, 회상 씬 등에서 등장한다. 키요가 교토에 가기 전까지는 키요와 둘이서, 키요가 교토에 가서는 혼자 아오모리에 살고 있다. 키요를 먼저 생각하고, 상냥하게 지켜봐주고, 때로는 고향의 맛을 키요에게 보내준다. 덧붙여 키요의 어머니는 이미 세상을 떠났다. 아버지도 일이 바쁘다보니 집을 비웠고, 한번도 극 중에서 등장한 적이 없다.
켄타의 누나
이미 다른 집에 시집간 켄타의 누나. 이미 결혼 했지만, 이런저런 이유로 나카와카리가에 틀어박혔고, 결혼한 결과로 짊어진 상대방 가정의 스트레스를 해소하듯 무뚝뚝하고 과묵한 켄타를 꾸짖으며 늘 쓴소리를 하고 있다. 그러나, 그 한편으로 켄타와 키요, 스미레의 소꿉친구로서의 관계를 어느 정도 이해하고 있어 3명 (특히 동생인 켄타)의 가장 큰 편. 연말에 친족이 모였을 때에는 남매의 삼촌이 켄타의 진학과 교토 취업을 탓했을 때에는 스스로 몸을 던져 사이에 서서 동생의 완충지대가 되고, 시치미 고춧가루를 삼촌의 해넘이 소바에 듬뿍 뿌리는 것으로 세심한 보복을 하였다.
켄타가 교토에 올라가버린 후에는, 켄타 대신 키요의 할머니의 상태를 본다던가, 도움을 준다던가 하고 있다.

### 드라마판 오리지널 인물
료코(涼子)
연기 - 마키타 아쥬
야카타의 여주인 "아즈사"의 딸로 고등학생.
치요(千代)
연기 - 마츠자카 케이코
선대 여주인으로, 현재도 야카타의 중요한 부분을 맡고 있다
요시노(吉乃)
연기 - 마츠오카 마유
모모코의 전 동기로, 나갔다 돌아온 게이샤.

## 용어
야카타 (屋形)
이른바 마이코 오키야를 말한다. 본 작의 주요 무대. 또한 본작에서는 "오키야"라는 말은 사용되지 않으며, 이와 유사한 시설은 대략 "야카타"로 표기된다 (이에 관해서는 다른 용어에 관해서도 마찬가지이며, 마게카에에 관해서도 미즈아게 등의 용어는 사용되지 않는다). 마이코들을 소속시켜 카가이의 각 오자시키 (요정ㆍ연회장)에 파견하는 일종의 인력파견업이자 소속된 마이코들의 공동생활 터이기도 하다.
시코미상 (仕込みさん)
마이코 후보. 마이코가 되기 위해 야카타에 소속(취업)한 소녀들을 말한다. 이른바 마이코가 되기 위한 견습 기간을 갖고 있는 자. 허드렛일을 하는 사람으로서, 같은 야카타에 소속된 마이코들의 생활을 돌보고, 야카타의 가사를 도맡음과 동시에 그 생활을 통해 마이코로서의 태도와 기초적인 기예를 배운다.
오토메 (お止め)
예술의 정진상의 문제나 생활태도의 미비 (연습 중에 정신을 산만하게 하고 집중하지 않음, 자신의 마음씨의 상냥함을 원인으로 하여 예술의 정진에 필요한 동료와의 경쟁심이나 대항심을 갖지 못함, 자신보다 타인을 우선시하는 참견인 성격, 마이코나 카가이의 상하관계를 준수하지 않음, 자신의 몸단장에 무관심, 마이코로서 필요한 경어를 일상 생활에 사용하지 않는 등)로부터, 예술 스승 등으로부터 마이코가 되는 것을 의문시 받아, 예술을 배우는 것을 금지 당하는 것. 시코미에게는 사실상 사직 권고.
어머니ㆍ아버지 (おかあさん・おとうさん)
카가이에 가게를 차린 여주인, 또는 점주를 말한다. 대략 "(가게명 또는 직업명)의 어머니", "(가게명 또는 직업명)의 아버지"라고 불린다.
언니 / 동생 (姉さん(ねえさん)/ 妹(いもうと))
"언니"는 선배 마이코 및 게이샤를 말한다. 개인명을 가리키는 경우는 "(예명)씨 언니"라고 호칭한다. 반대로 후배가 되는 마이코 및 시코미는 선배측 마이코 자신이 봤을 때는 "동생"이라는 입장이 되어 그렇게 보여야한다.
예자매 / 결연자매 (芸姉妹 / 縁組姉妹)
시코미가 마이코가 될 때 행해지는 특별한 의례에 근거한 자매 결연. 자신이 소속된 야카타의 어머니들이나 예술 스승들과의 대화를 비롯한 카가이의 관례에 따라 결정되며, 거기에 당사자들의 의사 개입은 허용되지 않는다. 결연 자매로 정해진 "언니"와 "동생"은 "굳은 약속의 사카즈키"를 주고받으며 특별한 자매 (예능 상의 자매)가 되어 서로를 보살핀다. 본작에서는 모모코와 모모하나 (스미레)가 여기에 해당한다.
오토코시 (男衆)
마이코의 생활 속에서 남자가 필요한 부분을 돕기 위해, 야카타나 요정, 무대, 극장 뒤편 등 카가이에서 원래라면 여자만 들어갈 수 있는 곳에 특별히 출입할 수 있도록 허용된 직능가의 남성. 카가이에서는 때로 "(오토코시) 오라버니"라고 불린다.
동반 식사 (ごはんたべ)
게이샤나 마이코가 단골 단나슈(旦那衆)에게 대접받는 것. 연회석에서 자신을 (혹은 거래의 상대를) 즐겁개 해 (자신의 얼굴이나 체면을 세워 거래를 양호하게 진행하도록 해)준 게이샤나 마이코들을 위로하고 싶어하는 단나슈의 의기의 표기로 여겨지고 있으며, 그 성질상, 고급가게에 가는 경우도 많다.

## TV 애니메이션
NHK 월드 JAPAN에서는 2021년 2월부터 2022년 1월까지 방송되었다. NHK E텔레비전에서는 2021년 10월부터 2022년 6월까지 방송되었다. 애니메이션판 영어 제목은 "Kiyo in Kyoto：From the Maiko House"이다.
본작에는 독자에게 카가이나 마이코의 일상이나 관례를 해설하는 주석 (하늘의 소리)이 있는데, 애니메이션에서는 그부분을 내래이션으로 충당하고 있다. 이 내래이션에 대해서 NHK 월드 JAPAN판에서는 영어 내래이션으로 한나 그레이스가, E텔레비전판에서는 일본어 내래이션으로 오오하라 사야카가 담당했다.
한 에피소드는 이야기 본편과 등장한 요리와 음식문화에 관한 토막지식을 키요와 스미레가 해설하는 「오늘의 요리(今日のまかない/Dish of the Day)」의 2부로 구성된다.
NHK 월드 JAPAN에서는 같은 방송국에서 매주 목요일에 방송되고 있는 교토 문화 소개 프로그램 (기행 프로그램) 「Core Kyoto」에서 네번째 주에 3개의 에피소드를 연속 방송하는 25분 프로그램으로서 월 1회 방송한다. 위에 쓴 것과 같이 내래이션은 영어지만, 본편에 있어서 등장인물의 일상회화 등은 일본어이기 때문에 그 부분에는 영어 자막이 들어간다. 다음 방송이 되는 3개의 에피소드의 타이틀 소개를 실시하는 다음회 예고가 있어, 키요와 스미레가 「<마이코네 행복한 밥상> 다음회도 부디, 기대해주세요(『舞妓さんちのまかないさん』次回もどうぞ、おたのしみに )」라고 일본어로 안내하는 한마디가 들어간다. 방송 후에는 마이코에 얽힌 문화를 소개하는 3분짜리 실사 프로그램인 『Kiyo in Kyoto：3min』가 방영되고 있다.
NHK E텔레비전에서는 분할되어 10분짜리 프로그램으로서 매주 1개의 에피소드를 방송하였다. 후술하듯 츠지 아야의 『내일 반드시(明日きっと)』를 타이업 주제가로 한 오프닝을 신규로 제작해, 엔딩은 단축판이 되고 있다. 월드판에 있던 차기 방송의 예고나 『Kiyo in Kyoto：3min』 등의 부속 프로그램의 방송은 없다. 2022년 1월 3일에 1화부터 13화를 한번에 방송했을 때에는, 12화까지가 오프닝ㆍ본편 (3회분)ㆍ롱버전 엔딩ㆍ다음회 예고의 순서로 30분 프로그램으로서 방송되었다.

### TV 애니메이션 스탭
- 원작 : 코야마 아이코
- 감독ㆍ그림콘티ㆍ연출 : 스즈키 요헤이
- 시리즈 구성 및 각본 : 야마카와 스스무
- 작화감독 : 오오키 료이치
- 미술감독 : 쿠로다 토모노리
- 색채설계 : 키무라 미호
- 촬영감독 : 마나카 히데노리

- 편집 : 야마기시 호나미
- 음악 : 사카베 고
- 음향감독 : 아케타가와 진
- 음향제작 : 미토메 코헤이
- 프로듀서 : 우치다 사야코
- 애니메이션 프로듀서 : 마츠쿠라 유지
- 제작총괄 : 요시쿠니 이사오, 나카자와 이즈미
- 애니메이션 제작 : J.C.STAFF
- 제작 : NHK 엔터프라이즈
- 제작 및 저작 : NHK

### 주제곡
NHK 월드 JAPAN판과 E텔레비전판에서는 오프닝 영상이 다르다. NHK 월드 JAPAN판에서는 오프닝 테마ㆍ엔딩 테마는 사카베 고 작곡에 의한 기악곡이 사용된다. 엔딩 테마는 NHK 월드 JAPAN판과 E텔레비전판으로 같은 곡이지만, NHK 월드 JAPAN판 엔딩은 1분 30초이며, E텔레비전판은 그 말미의 30초뿐이다.
「내일 반드시(明日きっと)」
E텔레비전판의 오프닝 테마. 노래・작사・작곡은 츠지 아야가, 편곡은 네기시 타카무네와 혼마 아키미츠가 담당했다.

### 에피소드
| 회 | 본편 서브타이틀 (월드판 서브타이틀)                      | 오늘의 요리                                      | 방송일 (월드 J) | 방송일 (E텔레비전) |
| -- | -------------------------------------------------------- | ------------------------------------------------ | --------------- | ------------------ |
| 1  | 키요짱과 스짱 (Kiyo and Sumire)                          | 푸딩과 푸딩                                      | 2021년 2월 25일 | 2021년 10월 2일    |
| 2  | 특별한 날을 위한 식사 (Menu for a Special Day)           | 스테미너 요리                                    | 2021년 2월 25일 | 10월 9일           |
| 3  | 비책이 담긴 식사 (Secret Supper Plan)                    | 오징어 멘치                                      | 2021년 2월 25일 | 10월 16일          |
| 4  | 잠 못 이루는 밤을 위하여 (For Sleepless Nights)          | 감주                                             | 3월 25일        | 10월 23일          |
| 5  | 늘 정해져 있는 것 (Some Things Will Always Be)           | 핫케이크                                         | 3월 25일        | 10월 30일          |
| 6  | 같은 눈을 보고 있어 (Snowy Day Reminiscence)             | 힛츠미                                           | 3월 25일        | 11월 6일           |
| 7  | 키요, 상경하다 (전편) (Kiyo Arrives in Kyoto Part 1)     | 미소 조개구이                                    | 4월 22일        | 11월 13일          |
| 8  | 키요, 상경하다 (후편) (Kiyo Arrives in Kyoto Part 2)     | 오야코동                                         | 4월 22일        | 11월 20일          |
| 9  | 시코미의 아침 (An Apprentice Maiko's Morning)            | 빵 요리 작은 카츠산도 빵 푸딩 빵 가장자리 러스크 | 4월 22일        | 11월 27일          |
| 10 | 내가 먹고 싶은 것 (What I Want to Eat)                   | 카라아게                                         | 5월 27일        | 12월 4일           |
| 11 | 수습생의 밤 (A Senior Apprentice's Evening)              | 쿠키                                             | 5월 27일        | 12월 11일          |
| 12 | 데뷔하는 날 (Debut Day)                                  | 나벳코 당고 오시루코와 젠자이                    | 5월 27일        | 12월 18일          |
| 13 | 키요의 하루 (A Day in Kiyo's Life)                       | 주먹밥                                           | 6월 24일        | 12월 25일          |
| 14 | 우리 집 카레 (Homemade Curry)                            | 우리집 카레                                      | 6월 24일        | 2022년1월 8일      |
| 15 | 눈 오는 날의 아침 (Snowy Morning)                        | 힛츠미국                                         | 6월 24일        | 1월 15일           |
| 16 | 소식을 기다리는 사람 (Waiting for a Letter)              | 구운 주먹밥                                      | 7월 22일        | 1월 22일           |
| 17 | 카가이의 크리스마스 (Christmas in Kagai)                 | 과일 샌드위치                                    | 7월 22일        | 1월 29일           |
| 18 | 카가이의 섣달그믐날 (New Year's Eve in Kagai)            | 오조니                                           | 7월 22일        | 2월 5일            |
| 19 | 귀향 첫째날 (First Day Home)                             | 오조니 (키요짱 ver.) 호두 소스                   | 8월 26일        | 2월 12일           |
| 20 | 정월 첫 참배 (New Year's Shrine Visit)                   | 지역 빵                                          | 8월 26일        | 2월 19일           |
| 21 | 다시 교토로 (Back to Kyoto)                              | 햄버거                                           | 8월 26일        | 2월 26일           |
| 22 | 업무를 시작하는 날 (First Day of Work)                   | 미트 소스 스파게티                               | 9월 23일        | 3월 5일            |
| 23 | 시업식 (Opening Ceremony)                                | 크로크 마담                                      | 9월 23일        | 3월 12일           |
| 24 | 하얀 비둘기 (White Dove)                                 | 카키모치                                         | 9월 23일        | 3월 19일           |
| 25 | 따뜻한 점심 (Something Warm for Lunch)                   | 샤부샤부                                         | 10월 28일       | 3월 26일           |
| 26 | 감기에 걸린 날은... (When You Have a Cold...)            | 키요짱 스타일 교토 우동                          | 10월 28일       | 4월 2일            |
| 27 | 인사 다니기 (Making Greeting Rounds)                     | 도넛(올드 패션)                                  | 10월 28일       | 4월 9일            |
| 28 | 조금 더 힘을 낸 밤 (Night for Extra Effort)              | 핫도그                                           | 11월 25일       | 4월 16일           |
| 29 | 콩 던지기 백 가지 풍경 (Bean Throwing for Everyone)      | 카마스모치                                       | 11월 25일       | 4월 23일           |
| 30 | 북돋아 주는 음료 (A Refreshing Drink)                    | 레모네이드                                       | 11월 25일       | 4월 30일           |
| 31 | 식사를 부탁해 (A Meal Request)                           | 마카로니 그라탱                                  | 12월 23일       | 5월 7일            |
| 32 | 필사적인 언니와 그 동생 (Maiko Sisters Giving Their All) | 사식 도시락                                      | 12월 23일       | 5월 14일           |
| 33 | 평소 그대로의 키요 (Kiyo, Same as Always)                | 톤지루                                           | 12월 23일       | 5월 21일           |
| 34 | 쉬는 날 먹는 만두 (Dumplings for a Day Off)              | 교자 (마이코 용) (내일 쉬는 사람 용)             | 2022년 1월 27일 | 5월 28일           |
| 35 | 스짱의 쉬는 날 (전편) (Sumire's Day Off Part 1)          | 아이스크림 콘 딸랑딸랑 아이스                    | 2022년 1월 27일 | 6월 4일            |
| 36 | 스짱의 쉬는 날 (후편) (Sumire's Day Off Part 2)          | 스카치 에그                                      | 2022년 1월 27일 | 6월 11일           |

## 드라마
2022년 1월 7일, 넷플릭스에서 총 9화로, 실사 드라마화 되는 것이 발표되었다. 드라마판 영어 제목은 "The Makanai: Cooking for the Maiko House"이다. 2023년 1월 12일에 전편 공개 되었다. 모리 나나와 데구치 나츠키의 더블 주연으로, 감독ㆍ연출ㆍ각본을 고레에다 히로카즈가 담당했다.
야카타의 선대 여주인, 고등학생인 여주인의 딸과 같은 원작에 등장하지 않는 등장인물이 있다.

### 등장인물
- 키요 - 모리 나나
- 스미레 - 데구치 나츠키
- 료코 - 마키타 아쥬
- 치요 - 마츠자카 케이코
- 모모코 - 하시모토 아이
- 요시노 - 마츠오카 마유
- 아즈사 - 토키와 타카코
- 나카와타리 켄타 - 죠 카이리
- 츠루코마 - 후쿠치 모모코
- 키쿠노 - 와카야나기 코토코
- 코토노 - 미나미 코토나
- 렌 - 릴리 프랭키
- 이시다 타케시 - 키타무라 유키야
- 키요노류 - 오미 토시노리
- 후루타테 칸지로 - 후루타치 칸지
- 사쿠라이 키미에 - 토다 케이코
- 키요의 할머니 - 시라이시 카요코
- 타나베 마사히로 - 이우라 아라타

### 드라마 스탭
- 원작 - 코야마 아이코 『舞妓さんちのまかないさん』 (쇼가쿠칸 「주간 소년 선데이」 연재)
- 총합연출 - 코레에다 히로카즈
- 기획 - 카와무라 겐키
- 감독 - 코레에다 히로카즈, 츠노 메구미, 오쿠야마 히로시, 사토 타쿠마
- 각본 - 코레에다 히로카즈, 스나다 마미, 츠노 메구미, 오쿠야마 히로시, 사토 타쿠마
- 음악 - 칸노 요코
- 이그제큐티브 프로듀서 - 후루사와 요시히로 (STORY), 사토 나오미 (Netflix)
- 프로듀서 - 야마다 켄지, 카시마 아이, 키타하라 에이지
- 어소시에이트 프로듀서 - 키타바야시 리사
- 촬영 - 콘도 류토
- 조명 - 오시타 에이지
- 녹음 - 토미타 카즈히코
- 미술감독 - 타네다 요헤이
- 장식 - 사카이 타쿠마
- 의상 디자인 - 이토 사치코
- 헤어 메이크 디자인 - 유우미 카츠히코
- 푸드 스타일리스트 - 이이지마 나미
- 교토무용 지도 - 이노우에 야치요
- 특별협력・감수 - 기온신지갑부조합, 학교법인 야사카뇨코바가쿠엔
- 제작 - STORY 주식회사
- 제작 프로덕션 - STORY 주식회사, 주식회사 분부쿠